# Martin L. Smyser
Martin Luther Smyser, född 3 april 1851 i Wayne County i Ohio, död 6 maj 1908 i Wooster i Ohio, var en amerikansk republikansk politiker och jurist. Han var ledamot av USA:s representanthus 1889–1891 och 1905–1907.
Smyser utexaminerades 1870 från Wittenberg College i Springfield, studerade juridik och inledde 1872 sin karriär som advokat i Wooster. För en mandatperiod tjänstgjorde han som åklagare i Wayne County.
Smyser ligger begravd på Wooster Cemetery i Wooster.